# Eppe-Sauvage
Eppe-Sauvage és un municipi francès, situat a la regió dels Alts de França, al departament del Nord. L'any 2006 tenia 236 habitants. Limita amb els municipis de Moustier-en-Fagne, Montbliart (Bèlgica), Sivry (Bèlgica), Willies i Clairfayts.

## Demografia
| 1962                                       | 1968 | 1975 | 1982 | 1990 | 1999 | 2006 |
| ------------------------------------------ | ---- | ---- | ---- | ---- | ---- | ---- |
| 307                                        | 335  | 264  | 231  | 248  | 227  | 236  |
| Des de 1962: població sense dobles comptes |      |      |      |      |      |      |

## Administració
| Període   | Identitat             | Partit |
| --------- | --------------------- | ------ |
| 1977-2001 | Gilbert Tilmant       |        |
| 2001-     | Viviane Desmarchelier |        |

## Galeria d'imatges

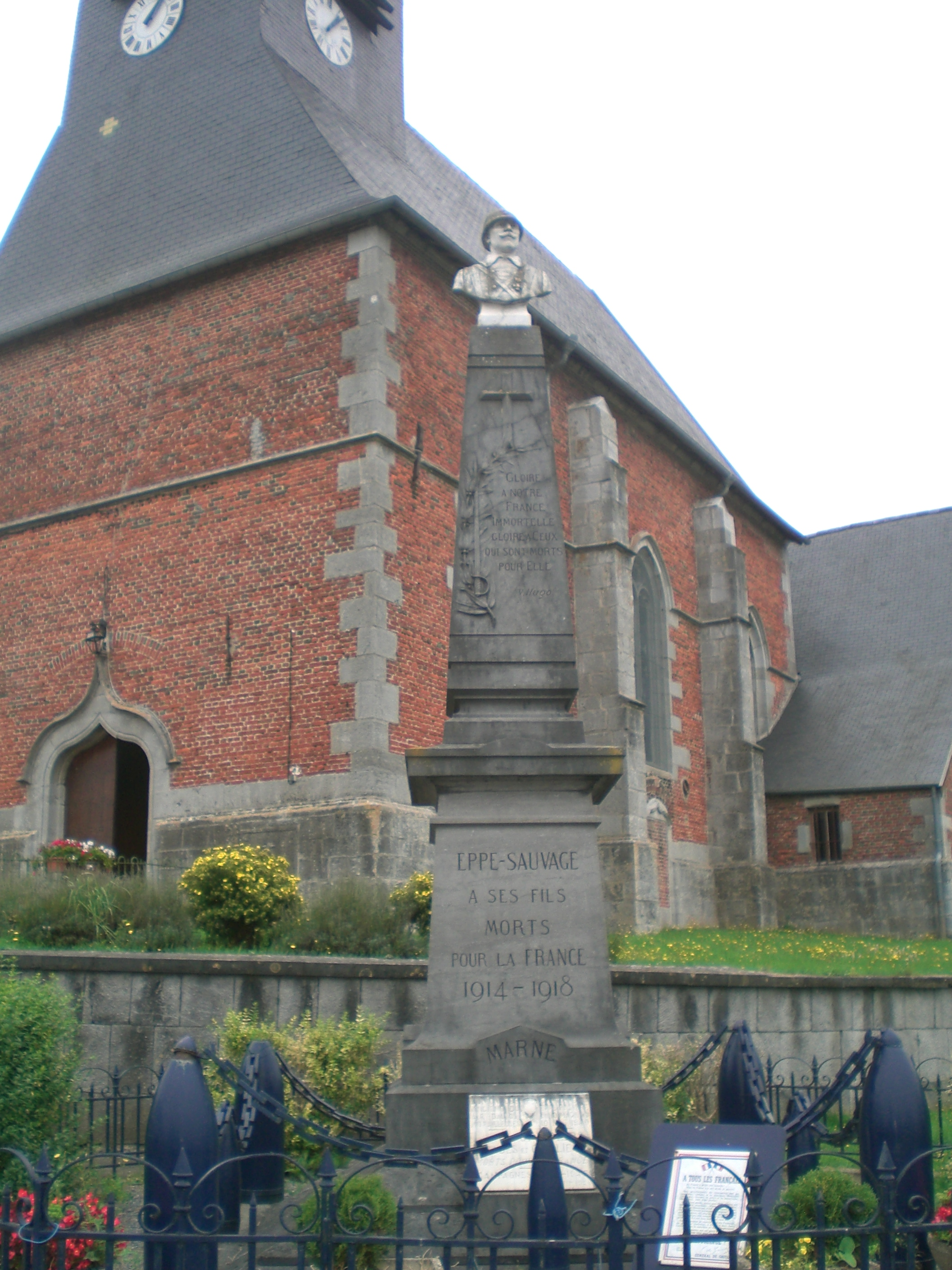
Monument als Morts
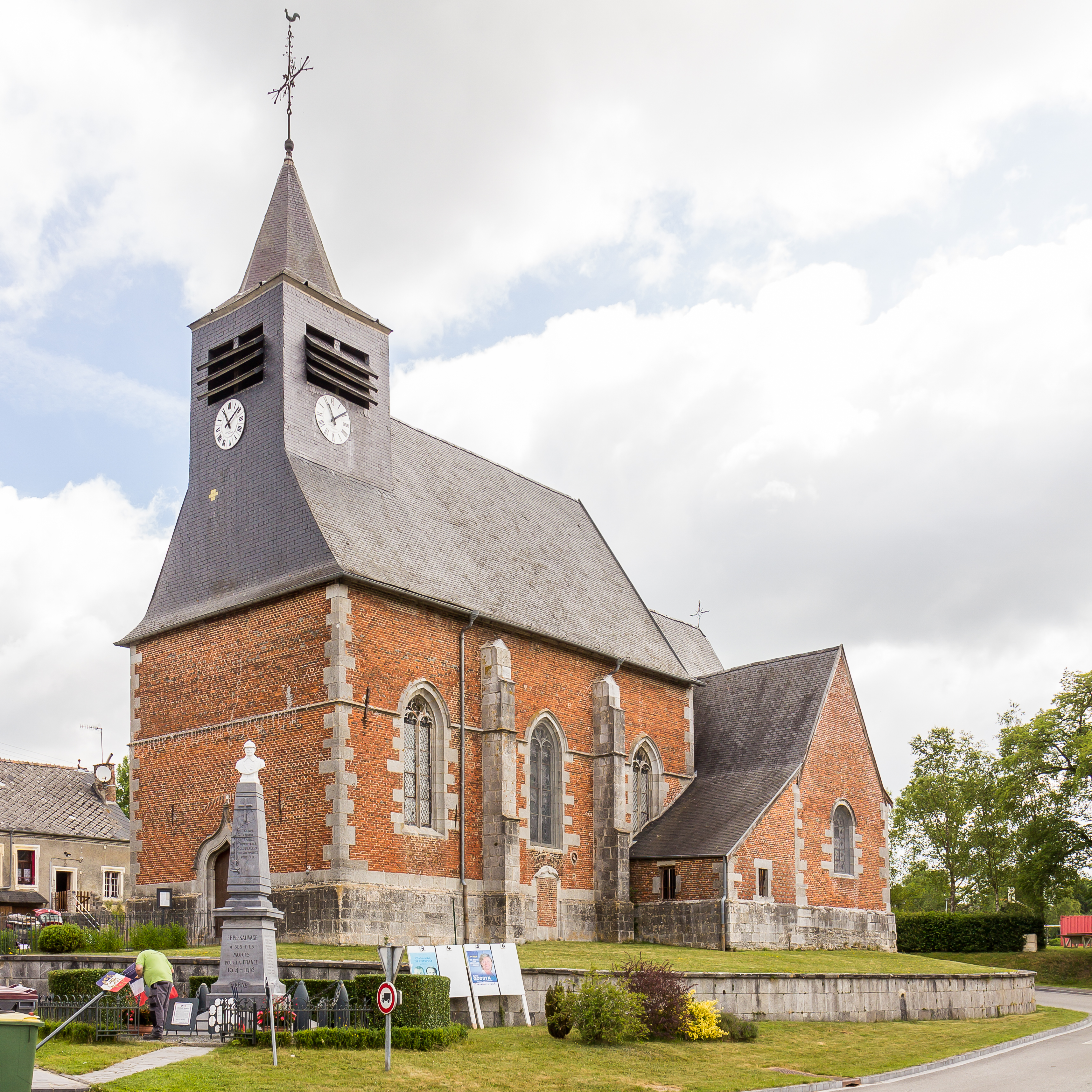
Església
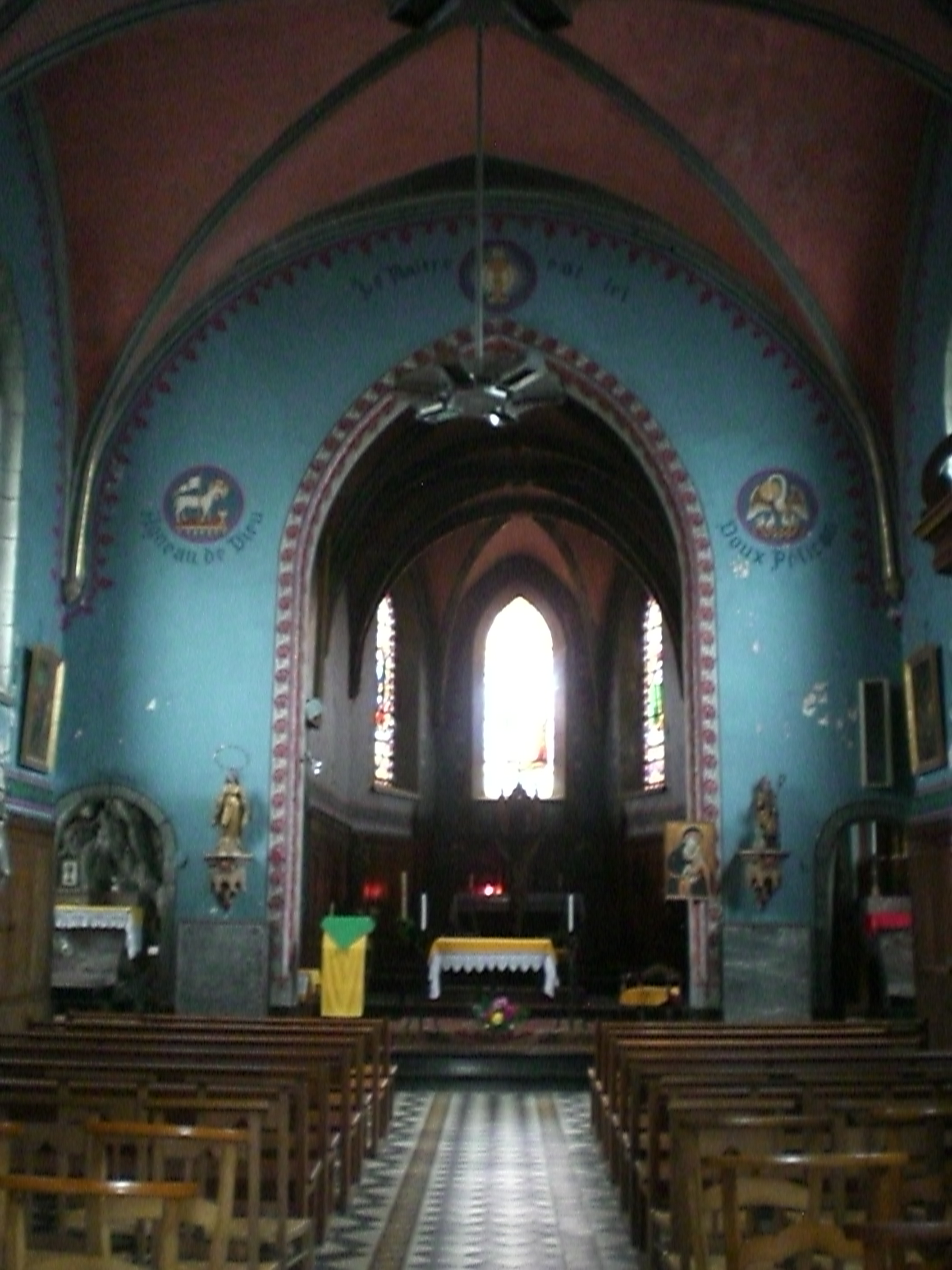
Interior de l'església
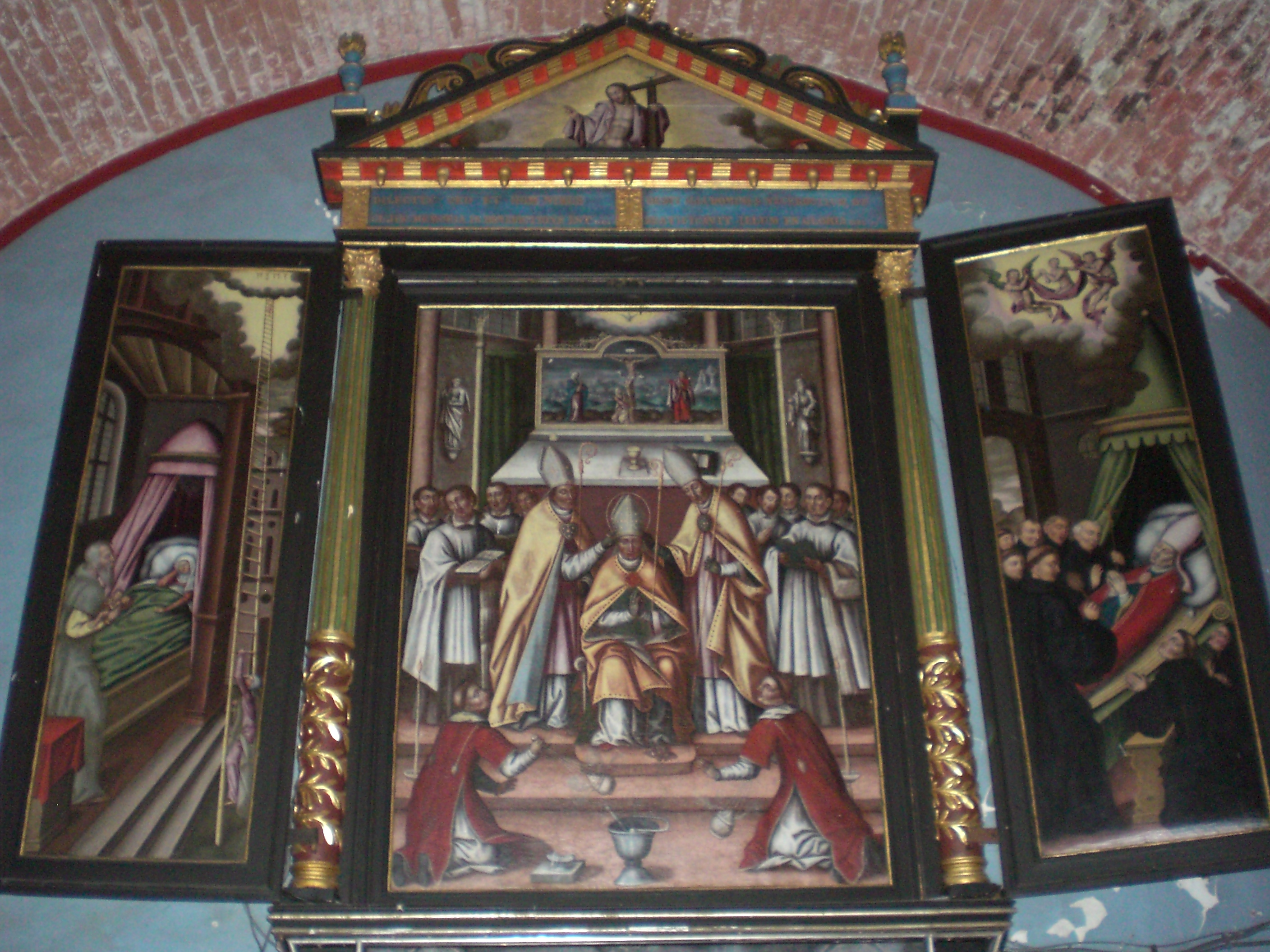
Tríptic
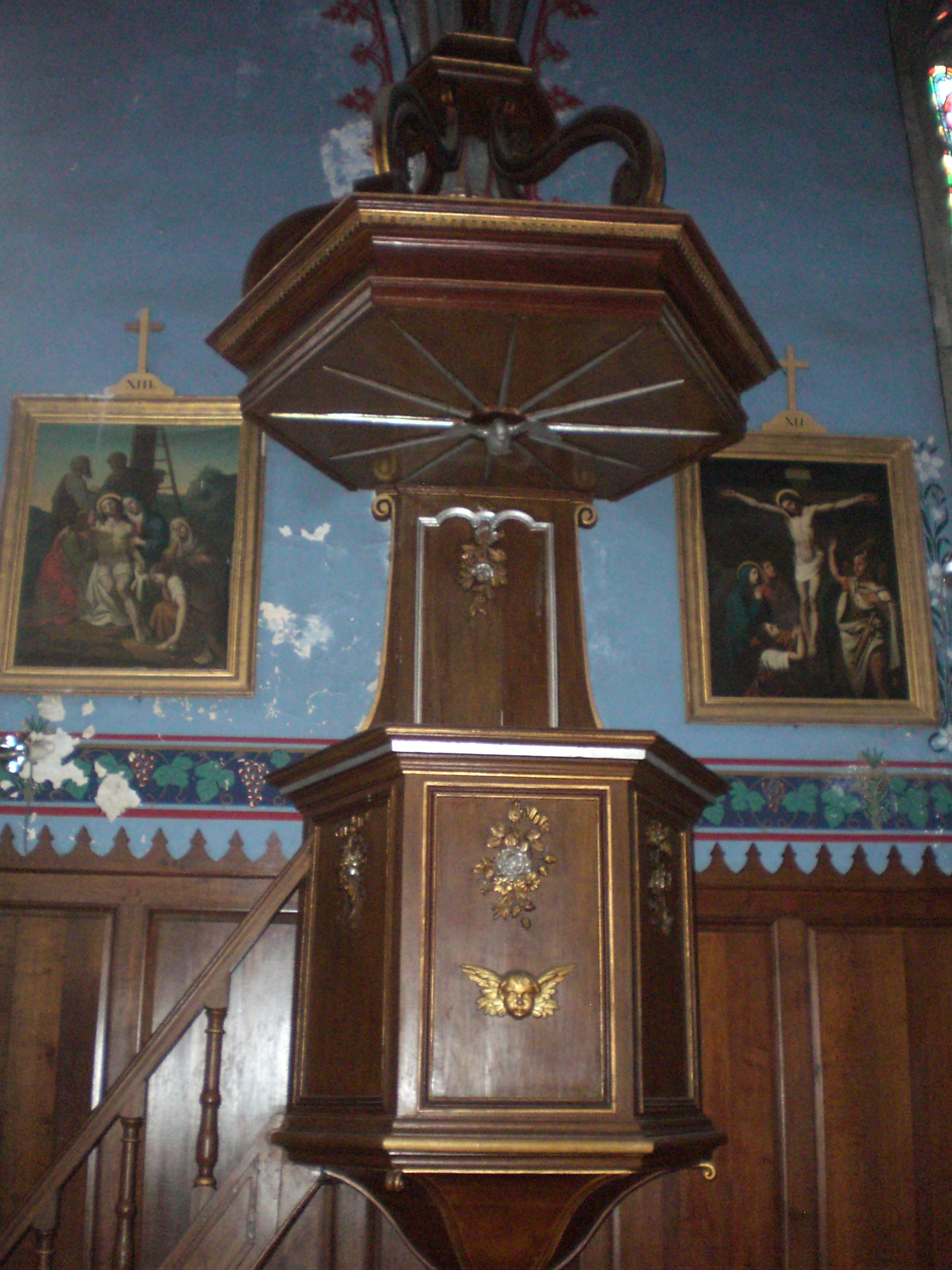
Església de Chaire
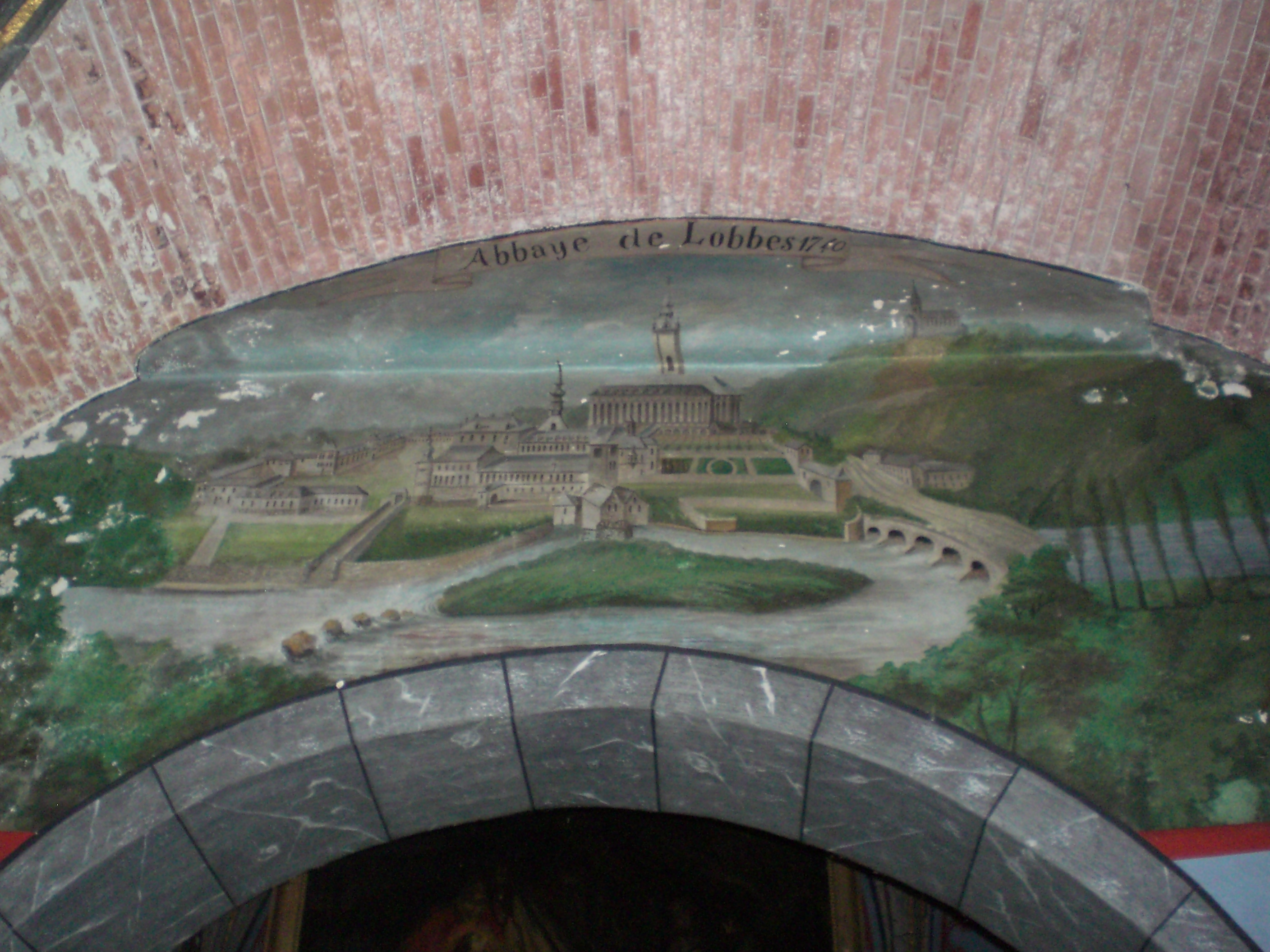
Representació de l'Abadia de Lobbes